# Пасо (религия)

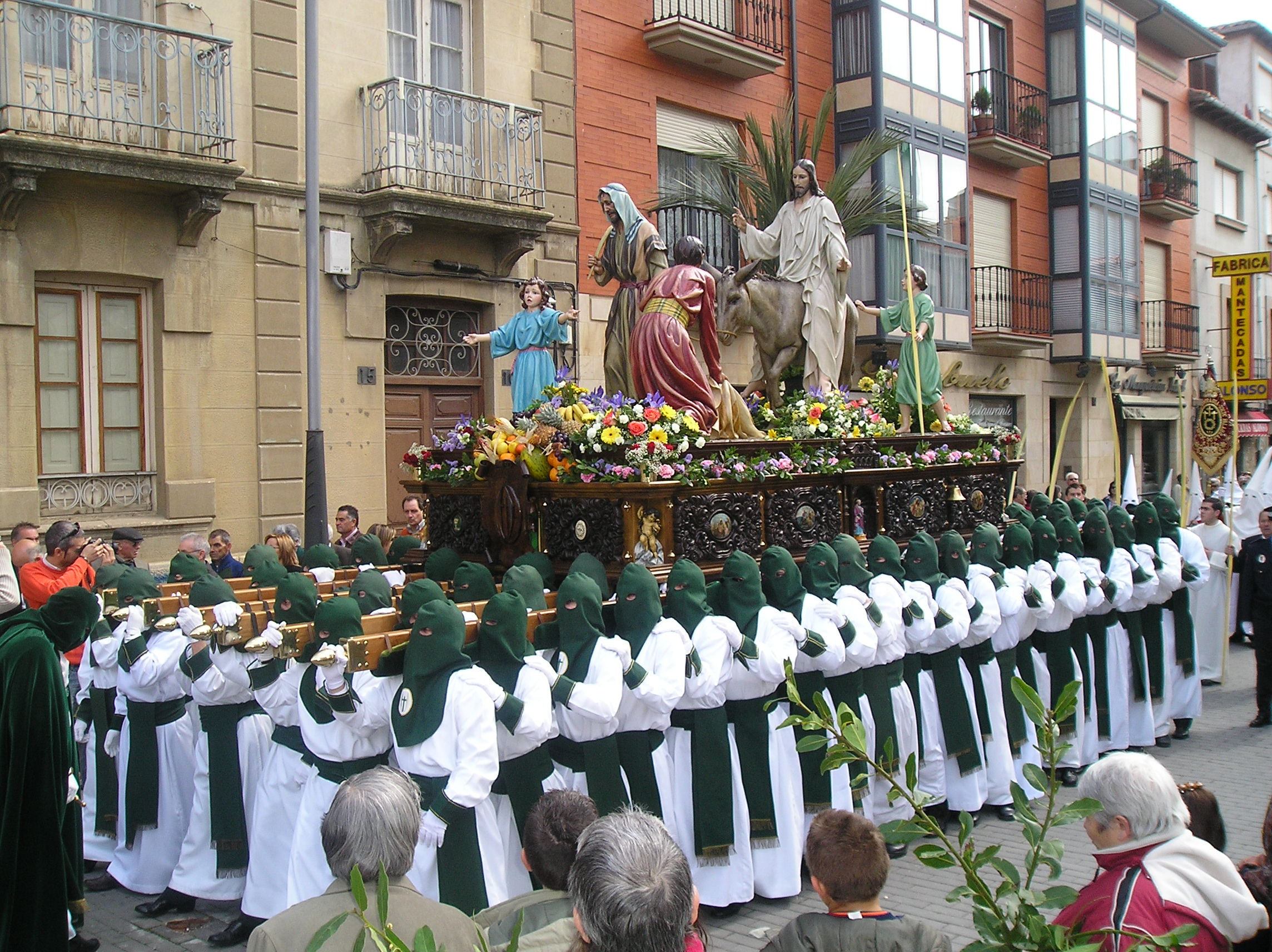
Процессия в Семана Санта в Лас-Пальмас

Пасо (от лат. passus — «страдание», по другим источникам от исп. paso — «шаг») — скульптурные изображения святых или композиции на религиозные сюжеты, переносимые вручную во время религиозных шествий Семана Санта, первоначально появились в Испании. Пасо выполняют из дерева и раскрашивают либо облачают в настоящую одежду, украшают ювелирными украшениями. Часто пасо представляют собой сложные скульптурные композиции и являются настоящими произведениями искусства. Пасо передвигают на специальных повозках, либо несут вручную, как паланкин.
Носильщики пасо называются косталерос (исп. costaleros), каргадорес (исп. cargadores) или портадорес (исп. portadores), а управляющий переноской — капатас (исп. capataz, бригадир). Капатас устанавливает чикоту (исп. chicotá), то есть период времени переноски пасо, от его поднятия на плечи, до опускания на землю; без его приказа косталерос не могут поставить пасо. Сигнал к началу или завершению чикоты подается специальным сигнальным молоточком, ламадором (исп. llamador, глашатай), расположенным спереди платформы.
Пасос традиционно участвуют в праздничных шествиях, проходящих всю Страстную неделю перед Пасхой.